# Шалюмо
Шалюмо́ (фр. chalumeau) — дерев'яний духовий музичний інструмент, що був поширений в епоху бароко та раннього класицизму у XVI—XVIII століттях. Попередник кларнета

## Історія
Назва цього інструменту походить від французького слова chalumeau. Спершу цим словом називали різні типи найпростіших духових інструментів, що виготовлялись з тростини (термін зустрічається з XII століття). Перша згадка про шалюмо як про професійний інструмент відноситься тільки до 1687 року. Письмових згадок про попередників чи винахідників інструмента немає. Відомо, що його вдосконаленням займався нюрнберзький музичний майстер Йоганн Христоф Деннер. Він вніс декілька змін до будови інструмента: прибрав трубочку, де містився пищик, і замінив внутрішній язичок очеретяною пластинкою — тростиною, яка прикріплялася до дерев'яного мундштука. Майстер вніс ще декілька новинок у конструкцію. Таким чином, Деннер винайшов новий музичний інструмент — кларнет. Протягом деякого часу кларнет і шалюмо використовувалися на рівних, однак до другої чверті XVIII століття новий інструмент, поступово покращує свої можливості, витіснив шалюмо з музичної практики.

## Використання
Творів, написаних для шалюмо, збереглося небагато. У XVI—XVII столітті шалюмо періодично включалися в оркестри. Різні сольні твори для цього інструмента створювалися аж до 1730-х років (концерт Йоганна Фрідріха Фаша, подвійний концерт Телемана).